# 오쿠역 (도쿄도)
오쿠역(일본어: 尾久駅)은 일본 도쿄도 기타구에 있는, 동일본 여객철도의 철도역이다. 도호쿠 본선의 지선이 지나가며, 다카사키 선과 우쓰노미야 선의 열차를 이용할 수 있다.
전역인 우에노역이나 후역인 아카바네역까지 한 정거장만 오갈 때 기본 현금 운임은 150엔이지만, 스이카나 제휴 교통카드를 사용했을 때는 130엔만 든다. 이는 운임을 계산할 때 우에노역에서 오쿠 역을 거쳐 아카바네역에 이르는 도호쿠 지선도 도호쿠 본선 기준으로 운임을 계산하기 때문으로, 오쿠 역에서 2.6 km 떨어져있으며 가장 가까운 본선 소속 역인 닛포리역을 경유한 것으로 처리하기 때문이다.

## 역 구조
섬식 1면 2선 구조의 지상역이다. 자동 개찰기에서 스이카 및 제휴 교통카드의 사용이 가능하다.
대한민국의 월곶역처럼, 오쿠 차량 센터 진출입을 위해 우에노 쪽 600m 지점에서 선로가 양쪽으로 하나씩 더 갈라진다. 기지 진출입선과 갈라진 후 복복선 중 내선로 2개는 우에노역의 13번 ~ 17번 승강장, 외선로 두기는 5번 ~ 9번 승강장으로 연결된다.

### 승강장
| 1 | 우쓰노미야 선 · 다카사키 선 | 우에노 · 도쿄 · 시나가와 · 요코하마 방면 (우에노도쿄라인・도카이도 선)    |
| 2 | 우쓰노미야 선               | 아카바네 · 우라와 · 오미야 · 오야마 · 우쓰노미야 방면                     |
| 2 | ■ 다카사키 선               | 아카바네 · 우라와 · 오미야 · 아게오 · 구마가야 · 다카사키 · 마에바시 방면 |

## 역세권 정보
오쿠 차량 센터를 지나가는 지하 통로에는 "타임캡슐 헤이세이 로드"라는 별명이 붙어 있다.
- 동일본 여객철도 오쿠 차량 센터, 타바타 운전소
- 메이지 거리
- 케이힌토호쿠 선 카미나카자토 역
- 토덴 아라카와 선 아라카와유엔치마에 역, 아라카와샤코마에 역

## 역명의 유래
오쿠 역의 소재지는 아라카와구의 "오쿠 정"이 아니라 기타 구 쇼와 정이며, 역이 문을 열 당시에는 도쿄부 키타토시마 군 타키노가와 정이었다. 이는 역에서 가까운 오쿠 정이 온천 유원지로 성행하여 타키노가와보다 지명도가 높았기 때문이다. 하지만 역명의 한자 尾久를 "오쿠"라 읽는 것과는 달리, 지명 상의 "오쿠 정"은 한자는 같지만 "오구"라 읽고 있다. 이것은 제국 철도성 (일본국유철도의 전신)이 역의 이름을 짓는 과정에서 "오구"가 "오쿠"로 와전된 것을 반영했기 때문이다. 지금도 일부 버스 정류장에서는 "오구"라고 안내하고 있으며, "오구"라는 이름을 그대로 사용하는 학교도 있다.

## 역사
- 1929년 6월 20일 - 일본국유철도의 역으로 개업하였다.
- 1987년 4월 1일 - 민영화에 따라 동일본 여객철도 소속이 되었다.
- 2001년 11월 18일 - 스이카 및 제휴 교통카드의 사용이 가능하다.

## 인접역
| 동일본 여객철도 도호쿠 본선 · 도호쿠 본선 오쿠 지선 | 동일본 여객철도 도호쿠 본선 · 도호쿠 본선 오쿠 지선 | 동일본 여객철도 도호쿠 본선 · 도호쿠 본선 오쿠 지선 |
| --------------------------------------------------- | --------------------------------------------------- | --------------------------------------------------- |
| JU 02 우에노 아타미 방면                            | 우쓰노미야 선 · 다카사키 선 통근쾌속 · 보통         | JU 04 아카바네 쿠로이소 · 타카사키 방면             |